# Surf Mesa
Surf Mesa, właśc. Powell Aguirre (ur. 10 kwietnia 2000) – amerykański muzyk. Zdobył sławę dzięki singlowi „ILY (I Love You Baby)” (2019), piosence będącej samplem utworu „Can’t Take My Eyes Off You” Frankiego Valli (1967), który zyskał popularność w aplikacji mobilnej TikTok.

## Życiorys
Aguirre urodził się w Seattle i jest synem saksofonisty jazzowego. Tworzy muzykę od trzeciej klasy szkoły podstawowej, najpierw ucząc się poprzez FL Studio i poradniki na YouTube. Rozpoczął pracę nad projektem Surf Mesa w liceum, wydając muzykę na SoundCloud.  Kiedy Aguirre planował przeprowadzkę do Arizony, aby studiować informatykę w szkole technicznej, złamał nogę i przez trzy miesiące musiał leżeć w łóżku. W tym czasie Aguirre mógł całkowicie skupić się na produkcji muzyki.
Surf Mesa zdecydował się przenieść do Los Angeles po odwiedzeniu dziewczyny, którą był zainteresowany. W tym okresie zdał sobie także sprawę z możliwości zdobycia większej popularności w tym mieście. W 2019 roku wydał swój debiutancki singiel „Taken Away” wraz z Alexa Danielle oraz jego pierwszy minialbum Bedroom. W listopadzie tego samego roku Aguirre wydał utwór „ILY (I Love You Baby)”, oparty na coverze piosenkarki Emilee „Can’t Take My Eyes Off You”. Piosenka zyskała ogromną popularność dzięki aplikacji TikTok, co doprowadziło do podpisania umowy Surf Mesa z Astralwerks oraz Universal. Do czerwca 2020 roku piosenka stała się międzynarodowym hitem, docierając do pierwszej dziesiątki w Austrii, Niemczech, Szwajcarii, Szkocji, Holandii, Malezji i Singapurze oraz do pierwszej piątki na liście Billboard Hot Dance / Electronic Songs.
W czerwcu 2020 roku Aguirre wydał oficjalny remiks utworu „Be Kind” amerykańskiego DJ Marshmello i amerykańskiej piosenkarki Halsey.

## Dyskografia

### Minialbumy
| Rok  | Dane dot. albumu                                                                                                |
| ---- | --- |
| 2019 | Bedroom (styl. bedroom) - Wydany: 19 kwietnia 2019 - Wytwórnia: Surf Mesa - Format: digital download, streaming |

### Single
| Rok                                                       | Tytuł                                        | Pozycja na liście przebojów | Pozycja na liście przebojów | Pozycja na liście przebojów | Pozycja na liście przebojów | Pozycja na liście przebojów | Pozycja na liście przebojów | Pozycja na liście przebojów | Pozycja na liście przebojów | Pozycja na liście przebojów | Pozycja na liście przebojów | Certyfikaty | Album |
| Rok                                                       | Tytuł                                        | US                          | AUS                         | AUT                         | CAN                         | FRA                         | GER                         | ITA                         | NLD                         | NZ                          | UK                          | Certyfikaty | Album |
| --------------------------------------------------------- | -------------------------------------------- | --------------------------- | --------------------------- | --------------------------- | --------------------------- | --------------------------- | --------------------------- | --------------------------- | --------------------------- | --------------------------- | --------------------------- | --- | ----- |
| 2019                                                      | „Taken Away” (oraz Alexa Danielle)           | –                           | –                           | –                           | –                           | –                           | –                           | –                           | –                           | –                           | –                           | | —     |
| 2019                                                      | „ILY (I Love You Baby)” (gościnnie Emilee)   | 70                          | 17                          | 5                           | 37                          | 12                          | 7                           | 34                          | 5                           | 16                          | 22                          | - AUS: platynowa płyta - BEL: złota płyta - CAN: 3× platynowa płyta - ESP: złota płyta - FRA: platynowa płyta - GER: złota płyta - IT: złota płyta - NZ: złota płyta - POL: 3× platynowa płyta - SWI: 2× platynowa płyta - US: platynowa płyta | —     |
| 2020                                                      | „Somewhere” (oraz Gus Dapperton)             | –                           | –                           | –                           | –                           | –                           | –                           | –                           | –                           | –                           | –                           | | —     |
| 2021                                                      | „Carried Away” (oraz Madison Beer)           | –                           | –                           | –                           | –                           | –                           | –                           | –                           | –                           | –                           | –                           | | —     |
| 2021                                                      | „Lose My Mind” (gościnnie: Bipolar Sunshine) | –                           | –                           | –                           | –                           | –                           | –                           | –                           | –                           | –                           | –                           | | —     |
| „–” oznacza, że singiel nie był notowany na danej liście. |                                              |                             |                             |                             |                             |                             |                             |                             |                             |                             |                             | |       |

### Remiksy
| Rok  | Tytuł                       | Twórca             | Album           |
| ---- | --------------------------- | ------------------ | --------------- |
| 2019 | „Sleeper” (Surf Mesa Remix) | Subtoll            | —               |
| 2020 | „Be Kind” (Surf Mesa Remix) | Marshmello, Halsey | —               |
| 2020 | „Wander” (Surf Mesa Remix)  | Shawn Mendes       | Wander (Deluxe) |